# Campeonato Africano de Taekwondo de 2009
El VI Campeonato Africano de Taekwondo se celebró en Yaundé (Camerún) en 2009 bajo la organización de la Unión Africana de Taekwondo.
En total se disputaron en este deporte dieciséis pruebas diferentes, ocho masculinas y ocho femeninas.

## Resultados

### Masculino
| Evento | Oro                                 | Plata                         | Bronce                                                        |
| ------ | ----------------------------------- | ----------------------------- | ------------------------------------------------------------- |
| –54 kg | Sherif Shaaban · Egipto             | Sami Fatnasi Túnez            | Esedink Elmiladi Libia Soumalia Ouattara Costa de Marfil      |
| –58 kg | Mohamed Belgasem Faraj Libia        | Shauki El-Said · Egipto       | Pascal Nikani Mian Costa de Marfil Ababacar Ndiaye Senegal    |
| –63 kg | Jean Noël Obou Seri Costa de Marfil | Wahid Briki Túnez             | Hussein Mohammed Ghana Ezedin Belgasem Faraj Libia            |
| –68 kg | Balla Dièye Ghana                   | Isah Mohammad Nigeria         | Stéphane Moundounga · Gabón · Abdalá Usama Ahmed · Egipto     |
| –74 kg | Mahmud Abd Rabu · Egipto            | Gorame Kare Ghana             | Mohamed Yusef Libia Marc Djedhou N'Draman Costa de Marfil     |
| –80 kg | Oumar Cissé Mali                    | Seydou Gbane Costa de Marfil  | Osama Eletrebi · Egipto · Tcherry Tchouake Ndjeumka · Camerún |
| –87 kg | Ebu Nuredin Yamal Libia             | Abdelrahman El-Hendi · Egipto | Fatao Alhassan Ghana Claude Nkolo Gabón                       |
| +87 kg | Karim Kone Costa de Marfil          | Ezekhiel Obasi Nigeria        | Karim Hasanin · Egipto · Badredin Jalfuni · Libia             |

### Femenino
| Evento | Oro                              | Plata                         | Bronce                                                   |
| ------ | -------------------------------- | ----------------------------- | -------------------------------------------------------- |
| –46 kg | Yusra Akermi Túnez               | Ruth Gbagbi Costa de Marfil   | Sandra N'nang Gabón Adeline Madi Camerún                 |
| –49 kg | Sanaa Atabrur Marruecos          | Carolin Yusri · Egipto        | Hayiba Enhari Marruecos Aminata Makou Traoré Mali        |
| –53 kg | Lamya Bekali Marruecos           | Hend Saleh · Egipto           | Omoowa Omoregie Nigeria Banassa Diomandé Costa de Marfil |
| –57 kg | Bineta Diedhiou Senegal          | Josseline Eyenga Camerún      | Ogechi Ogwudu Nigeria Nadège N’dri Costa de Marfil       |
| –62 kg | Carole Toh Irika Costa de Marfil | Naima Bakal Marruecos         | Noran Mohamed · Egipto · Cynthia Dotsey · Ghana          |
| –67 kg | Hakima El-Meslahi Marruecos      | Sita Sanogo Costa de Marfil   | Marcelle Edith Omgba Camerún Bintou Gaye Senegal         |
| –73 kg | Jaula Ben Hamza Túnez            | Chrystelle Naami Yang Camerún | Aminata Doumbia Mali Laetitia Koumba Gabón               |
| +73 kg | Wiam Dislam Marruecos            | Graciella Mouranbou Gabón     | Noha Abd Rabo · Egipto · Abiba Djibo · Costa de Marfil   |

## Medallero
| Núm. | País            | Oro | Plata | Bronce | Total |
| ---- | --------------- | --- | ----- | ------ | ----- |
| 1    | Marruecos       | 4   | 1     | 1      | 6     |
| 2    | Costa de Marfil | 3   | 3     | 6      | 12    |
| 3    | Egipto          | 2   | 4     | 5      | 11    |
| 4    | Túnez           | 2   | 2     | 0      | 4     |
| 5    | Libia           | 2   | 0     | 4      | 6     |
| 6    | Ghana           | 1   | 1     | 3      | 5     |
| 7    | Mali            | 1   | 0     | 2      | 3     |
| 7    | Senegal         | 1   | 0     | 2      | 3     |
| 9    | Camerún         | 0   | 2     | 3      | 5     |
| 10   | Nigeria         | 0   | 2     | 2      | 4     |
| 11   | Gabón           | 0   | 1     | 4      | 5     |
|      | TOTAL           | 16  | 16    | 32     | 64    |